# 가정여자중학교
가정여자중학교(佳井女子中學校)는 대한민국 인천광역시 서구 가좌동에 있는 공립 중학교이다.

## 학교 연혁
- 1985년 12월 30일 : 가정여자중학교 설립 허가(30학급)
- 1986년 3월 1일 : 가정여자중학교 개교
- 1986년 3월 1일 : 제1대 조항운 교장 취임
- 1989년 2월 15일 : 제1회 졸업식(493명)
- 2007년 8월 14일 : 예향관(강당) 건립
- 2014년 2월 10일 : 2014년 교과교실제, 자유학기제 운영
- 2023년 3월 1일 : 제14대 조우연 교장 취임
- 2024년 2월 7일 : 제36회 졸업식(94명, 총인원 12,512명)
- 2024년 3월 4일 : 2024학년도 신입생 입학(4학급 85명)

## 참고 자료
- 가정여자중학교 - 한국교육학술정보원 학교알리미